# James R. Webb
James R. Webb (* 4. Oktober 1909 in Denver, Colorado; † 27. September 1974 in Los Angeles, Kalifornien) war ein US-amerikanischer Drehbuchautor.

## Leben
James R. Webb verfasste nach einem Studium Kurzgeschichten für Zeitungen und verfasste ab Beginn der 40er Jahre Drehbücher. Während des Zweiten Weltkriegs war er als Offizier in Nordafrika eingesetzt. Nach der Rückkehr ins Zivilleben etablierte sich Webb als einer der führenden Autoren von Western-Drehbüchern, u. a. für die Regisseure Robert Aldrich und John Ford. Gelegentlich verließ er das Western-Genre wie z. B. für den Zirkusfilm Trapez.
1964 wurde Webb für sein Drehbuch zu Das war der Wilde Westen mit dem Oscar ausgezeichnet. Für den gleichen Film erhielt den Bronze Wrangler bei den Western Heritage Awards. Die Writers Guild of America verlieh ihm 1965 den Valentine Davies Award, gefolgt vom Morgan Cox Award 1975 und dem Edmund J. North Award im Jahr darauf.

## Filmografie (Auswahl)

### Drehbuch
- 1949: Konterbande (South of St. Louis)
- 1950: Montana
- 1951: Ein Herz für Danny (Close to My Heart)
- 1951: Überfall am Raton-Paß (Raton Pass)
- 1952: Für eine Handvoll Geld (The Big Trees)
- 1952: Im Banne des Teufels (The Iron Mistress)
- 1952: Der tote Zeuge (Operation Secret)
- 1953: Der brennende Pfeil (The Charge at Feather River)
- 1954: Massai (Apache)
- 1954: Vera Cruz
- 1954: Der Würger von Paris (Phantom of the Rue Morgue)
- 1955: Schakale der Unterwelt (Illegal)
- 1956: Trapez (Trapeze)
- 1958: Weites Land (The Big Country)
- 1959: Mit Blut geschrieben (Pork Chop Hill)
- 1962: Das war der Wilde Westen (How the West Was Won)
- 1962: Ein Köder für die Bestie (Cape Fear)
- 1963: Könige der Sonne (Kings of the Sun)
- 1964: Cheyenne (Cheyenne Autumn)
- 1967: San Sebastian (La Bataille De San Sebastian)
- 1967: Dave – Zuhaus in allen Betten (Sinful Davey)
- 1968: Alfred der Große – Bezwinger der Wikinger (Alfred the Great) (auch Produktion)
- 1969: Zehn Stunden Zeit für Virgil Tibbs (They call me MISTER Tibbs)
- 1970: Herrscher der Insel (The Hawaiians)
- 1971: Die Organisation (The Organization)

### Literarische Vorlage
- 1949: Dein Leben in meiner Hand (Woman in hiding)
- 1991: Kap der Angst (Cape Fear) – Vorlage: Drehbuch zu "Ein Köder für die Bestie"